# Alfred Wilhelm Stenfors

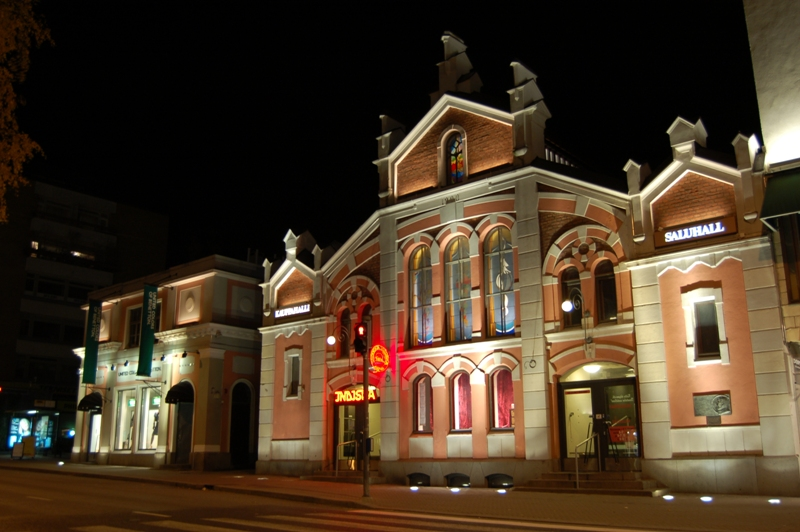
Stenfors har ritat många byggnader i Vasa, bland annat saluhallen (1902 och 1927).

Alfred Wilhelm Stenfors, född 26 oktober 1866 i Hollola, död 22 maj 1952 i Vasa, var en finländsk arkitekt.
Stenfors utexaminerades från Polytekniska institutet i Helsingfors 1890, anställdes året därpå hos länsarkitekten i Vasa, var länsarkitekt där 1910–1934 (med ett kortare avbrott) och överdirektör för Överstyrelsen för allmänna byggnaderna 1921–1922. Han ritade ett stort antal sten- och träbyggnader i Vasa i med inslag av både nygotik och jugend. Av hans verk kan nämnas Vasa yllevarufabrik (1904–1905), Brändö kyrka (1908-1910), finska flicklyceet (1908–1909) och polishuset (1914–1915). År 1943 utkom hans memoarer, Ihågkomster av skeden i mitt liv.